# Christian Palustran
Christian Palustran, né en 1947 en région parisienne à Saint-Cloud (France), est un dramaturge et auteur de contes français.
Ses œuvres — dont certaines pour la jeunesse — ont été créées sur scène et diffusées sur les ondes dans divers pays.

## Biographie
Christian Palustran vit d'abord à Paris. Il se passionne très tôt pour l'écriture et l’art dramatique. Après des études de lettres (agrégation), il est nommé professeur en Normandie. Il monte des spectacles avec ses élèves et dirige des ateliers d’écriture de l’école élémentaire à l’université . Parallèlement, il se lance lui-même dans la création de textes et deux de ses premières œuvres, Escapade et Histoire d'œuf, sont primées et mises en scène à l’occasion du Concours national de L’Acte à Metz,. Défenseur du théâtre amateur de qualité, il est invité à des festivals en France ou à l'étranger où il relate son expérience d'auteur et où l’on joue ses pièces, notamment au Canada, aux États-Unis et en Belgique. Dans ce dernier pays, Un papillon jaune appelé sphinx et Les Méfaits du Bourbon ont représenté la France aux Estivades internationales de l’AITA à Marche-en-Famenne et  La Chausse-trape, au premier Festival international de Namur. De même, Un papillon jaune appelé sphinx a participé au Festival universitaire espagnol à Valladolid.
Féru de langues, il  traduit parfois d’autres auteurs ou contribue à la traduction de ses textes. Il soutient par ailleurs la francophonie et il est à ce titre l’hôte d’alliances ou d’instituts français. De 2009 à 2019, il a présidé  le Festival francophone La Première à Kirov, Russie.
Christian Palustran  est l’auteur de plusieurs recueils de contes : Le Crépuscule des fées, Les Contes du croissant de lune et Métamorphoses, mon Amour, d’après Ovide. S’inspirant volontiers de contes célèbres, ces «brins de rêve», comme les appelle l’auteur, soulignent souvent, de façon ironique ou facétieuse, les travers propres à notre temps. Ils ont été diffusés sur diverses radios, notamment sur  France-Culture où ils ont eu pour interprètes des acteurs français renommés ( Michel Bouquet, Michael Lonsdale...). Ils ont aussi été dits en public, en particulier par Claude Piéplu.
Christian Palustran a écrit une trentaine de pièces de genres variés qui, de l’avis de critiques, peuvent être « drôles, tendres et parfois féroces ». Beaucoup  ont été représentées en France et dans les pays francophones: à Paris ( Théâtre du Tourtour, Aktéon, Espace Beaujon,...) et dans  diverses régions: ( Lille , Centre dramatique national pour  la jeunesse, Avignon... ). De même, en  Belgique, en Suisse et au Canada,,.
Plusieurs ont été diffusées sur les ondes (France-Culture, Radio suisse romande,...).
Certaines pièces ont également fait l’objet de  traductions  et ont été  jouées à l’étranger: aux États-Unis, New-York (Un papillon jaune appelé Sphinx et Escapade,), en Argentine mais aussi en Grande Bretagne  , en Espagne  et dans les pays d'Europe de l’Est (Russie, Bulgarie et Roumanie (Un papillon jaune et Abîmes, traduction: François Bréda et Radu Teampău).
Parmi elles, on citera de nombreuses comédies satiriques régulièrement reprises dans lesquelles il brocarde notre époque . Il est aussi l’auteur de monologues tragiques , et de drames sociaux.
Christian Palustran s’intéresse également au théâtre pour la jeunesse,,,. Avec une fausse naïveté ou de façon plus directe, ses œuvres  abordent  des problèmes contemporains, au risque parfois de surprendre ou de déranger (Un papillon jaune appelé Sphinx) .
Quelques-unes ont été transcrites en braille.

## Œuvres

### Contes
- Cassettes Radio-France: La Surprise du père Noël, 1987 : tirage en 10 000 exemplaires pour l'opération « Nous sommes tous des pères Noël » lancée par France-Culture, France-Inter et le magazine Pèlerin.
- Le Crépuscule des fées, 1993
- Enregistrements France-Culture et Radio suisse romande: La Dame de glace, La Nouvelle Peau d’Âne, Le Procès du Petit Chaperon rouge (Ces trois contes ont aussi été diffusés à la Radio canadienne) ; La Surprise du père Noël, Le Paysan, le Roi et la Marmite (4 épisodes), Le Destin des arbres, Le Chat buté, Histoire de l’étoile de Noël, L’Ovni (2 épisodes); Concerto pour Lutin, Spectre et Ondine (3 épisodes), 1980, 1982 et 1984
- Les Contes du croissant de lune, Art & Comédie, 2000 (ISBN 2-84422-169-6)
- Concerto  pour Lutin, Spectre et Ondine in revue L'Encre et l’Œuvre no 206-207, Souffles, 2004
- Métamorphoses, mon amour, d'après Ovide, Hachette jeunesse, collection Histoires de vies, 2005 (ISBN 2-01-321136-8). Ouvrage également transcrit en braille (GIAA PACA/CORSE)

### Théâtre
(Pour les résumés, nombre d’acteurs, lieux et dates de création, voir  la liste des pièces dans  le Répertoire des Auteurs du CNES).
- pour  enfants et jeunes adolescents
  - La Queue du chat, in Démocratie mosaïque 4, Lansman, 2000 (ISBN 2-87282-276-3)
  - Théâtre de Noël (La Surprise du père Noël, Histoire de l'étoile et de l'arche,La Guerre des arbres, Le Magicien), Les Mandarines, 2004 (ISBN 2-9516482-5-1)
  - La Reine et l’Olifant magique suivi de Peau d’Âne 2000 et Concerto pour Lutin, Spectre et Ondine, La Fontaine, 2005 (ISBN 2-907846-88-4)
  - L’Affaire Chaperon in Démocratie mosaïque 3, 1998 et Petites pièces pour dire le monde, Lansman, 2005 (ISBN 2-87282-494-4)
  - La Sœur de Blanche-Neige, Art & Comédie, 2006 (ISBN 2-84422-491-1)
  - Histoire d'œuf (nouvelle édition), Les Mandarines, 2020 (ISBN 978-2-491921-00-2)
- pour tout public
  - Escapade, L’Avant-scène Théâtre  no 735/736, 1983
  - Journal d'un loup-garou, Abîmes et Nuage, Lansman, 1996 (ISBN 2-87282-155-4)  Diffusion du Journal d’un loup-garou sur France-Culture (1991) et de Nuage à la Radio suisse romande (1990)
  - Une soirée tranquille, La Fontaine, 1996 (ISBN 2-907846-26-4)
  - Le Grand Débat (tiré de Un paradis d'enfer), traduction en bulgare, Revue bulgare Panorama no 3, Le théâtre français contemporain, 1998
  - Citizen B.V. ou La Barbe Verte, Art &, 2001 (ISBN 2-84422-201-3)
  - Le Paysan, le Roi et la Marmite, La Fontaine, 1992 et 2002 (ISBN 2-907846-17-5)
  - Un papillon jaune appelé sphinx, La Fontaine, 1990 et version trilingue français, italien, anglais, La Fontaine, 2002 (ISBN 2-907846-64-7) (cf. Una farfalla chiamata Sfinge  , A Yellow Butterfly Called Sphinx )
  - La Canicule, La Fontaine, 1991 et 2002 (ISBN 2-907846-62-0) diffusée sur France-Culture (1978 et 1979) et dans une douzaine de pays (1983)
  - Queneau, que si, ouvrage collectif, Les Quatre Vents, 2003 (ISBN 2-7498-0903-7)
  - La Chausse-trape, La Fontaine, 1998 et 2004 (ISBN 2-907846-31-0) diffusée sur France-Culture en 1981,
  - Les Méfaits du Bourbon, La Fontaine, 2004 (ISBN 2-907846-78-7)
  - Théâtre pour appartements et petites scènes (Un paradis d’enfer,Théophraste ou le huitième ciel, Linda et L'Épreuve), Les Mandarines, 2006 (ISBN 2-9516482-7-8)
  - Théophraste ou le huitième ciel  in Théâtre pour appartements et petites scènes, Les Mandarines, 2006
  - Linda et L'Épreuve in Théâtre pour appartements et petites scènes, Les Mandarines, 2006
  - Ecco in Un autre regard, L'Agapante, 2008 (ISBN 978-2-9526097-1-5)
  - La Fontaine, le Clown et les Écolos, balade théâtrale, La Fontaine, 2010 (ISBN 978-2-35361-029-7)
  - Les Télécrates (L’Enjeu) in Scènoblique 2010, ABS, 2011
  - Les Télécrates, édition nouvelle (L’enjeu et Des coquillettes à la vinaigrette, ABS, 2011 (ISBN 978-2-915839-76-0)
  - Vente à domicile, avec Histoire d’œuf et Mythomania, Les Mandarines, 2020
  - Mythomania, balade théâtrale, avec Histoire d'œuf et Vente à domicile, Les Mandarines, 2020 (ISBN 978-2-491921-00-2)

#### Traductions de l’auteur
- Un conte de Noël , traduction française de la pièce de Sandra Nordgren, adaptation théâtrale du conte de Charles Dickens, Art & Comédie, 2000 (ISBN 2-84422-170-X)
- Le Secret de l’île aux cerfs et L’Enfant espiègle (adaptation théâtrale du conte de Christian Andersen) du dramaturge argentin Alejandro Finzi